# Floricomus
Floricomus Crosby & Bishop, 1925 è un genere di ragni appartenente alla famiglia Linyphiidae.

## Distribuzione
Le 13 specie oggi attribuite a questo genere sono state reperite in America settentrionale: tutte le specie sono presenti in territorio statunitense; una sola, la F. praedesignatus è stata reperita anche in Canada.

## Tassonomia
A dicembre 2011, si compone di 13 specie:
- Floricomus bishopi Ivie & Barrows, 1935 — USA
- Floricomus crosbyi Ivie & Barrows, 1935 — USA
- Floricomus littoralis Chamberlin & Ivie, 1935 — USA
- Floricomus mulaiki Gertsch & Davis, 1936 — USA
- Floricomus nasutus (Emerton, 1911) — USA
- Floricomus nigriceps (Banks, 1906) — USA
- Floricomus ornatulus Gertsch & Ivie, 1936 — USA
- Floricomus plumalis (Crosby, 1905) — USA
- Floricomus praedesignatus Bishop & Crosby, 1935 — USA, Canada
- Floricomus pythonicus Crosby & Bishop, 1925 — USA
- Floricomus rostratus (Emerton, 1882)[3] — USA
- Floricomus setosus Chamberlin & Ivie, 1944 — USA
- Floricomus tallulae Chamberlin & Ivie, 1944 — USA

### Specie fossile
- †Floricomus fossilis Penney, 2005 - Ambra (resina)#Ambra dominicana, risalente al Neogene[4]

### Sinonimi
- Floricomus emertoni Bryant, 1941; questi esemplari sono stati riconosciuti in sinonimia con Floricomus nasutus (Emerton, 1911), a seguito di uno studio di Brignoli del 1983[1].